# Campionatul de Fotbal al României 1922/1923
Jedenáctý ročník Campionatul de Fotbal al României (Rumunského fotbalového mistrovství) se konal od 22. července do 26. srpna 1923. 
Turnaje se zúčastnilo již nově osm klubů z celého Rumunska. Hrálo se vyřazovacím způsobem a titul získal podruhé ve své klubové historii a obhájce z minulého ročníku Chinezul Temešvár, který porazil ve finále opět Victorii Kluž 2:0.